# تمهیداتی برای هر مابعدالطبیعه آینده
تمهیدات: مقدمه‌ای برای هر مابعدالطبیعه آینده که به عنوان یک علم عرضه شود کتابی از ایمانوئل کانت است. این کتاب را غلامعلی حدادعادل به فارسی ترجمه کرده‌است. این کتاب که دو سال پس از اولین ویراست نقد عقل محض منتشر شد، خلاصه‌ای از نتیجه‌گیری‌های اصلی کتاب نقد عقل محض را دربردارد.